# Kraichbach- und Weiherbachaue
Das Naturschutzgebiet Kraichbach- und Weiherbachaue liegt auf dem Gebiet der Stadt Kraichtal im Landkreis Karlsruhe in Baden-Württemberg.
Das Gebiet erstreckt sich nördlich von Gochsheim, einem Stadtteil von Kraichtal, entlang des Kraichbaches, eines rechten Zuflusses des Rheins, und entlang des Weiherbaches, eines rechten Zuflusses des Kraichbachs. Durch das Gebiet hindurch verlaufen die Landesstraßen L 533 und L 554.

## Bedeutung
Für Kraichtal ist seit dem 15. Oktober 1992 ein 118,2 ha großes Gebiet unter der Kenn-Nummer 2.154 als Naturschutzgebiet ausgewiesen. Es handelt sich um einen Ausschnitt der „Kraichgaulandschaft mit typischen Elementen wie Auewälder, Wiesenauen und Feuchtwiesen, Hangwälder, Streuobstwiesen und Halbtrockenrasen.“ Es sind „bedeutende Lebensräume verschiedener seltener, z. T. spezialisierter und gefährdeter Tier- und Pflanzenarten und ihrer Lebensgemeinschaften.“